# Skyline SL-222
Skyline SL-222 — український двомісний вертоліт виробництва компанії ТОВ КБ «Горизонт-12», м. Київ. Легкий вертоліт розроблений відповідно до АП-27 (FAR-27), задовольняє вимогам до вертольотів категорії «А» - двомоторний, з можливістю продовження польоту на одному двигуні. Вартість вертольота в повній комплектації становить $149 тис. Виготовлено один льотний екземпляр.

## ЛТХ
На вертольоті встановлено трициліндровий двотактний поршневий двигун рідинного охолодження, що працює на автомобільному бензині з октановим числом не менше 95.
Дальність польоту: 550 км за 3,5 години. Витрата пального: 23 літри при швидкості 160 км/год.
Маса порожнього вертольота - 377 кг, його можна транспортувати на невеликому автопричепі для легкового автомобіля і цей же причіп використовувати як мобільний злітно-посадочний майданчик.

### Характеристики двигуна Hirth H37-Е
- Тип: трициліндровий двотактний
- Об'єм: 939 см³
- Хід поршня: 69 мм
- Діаметр циліндра: 76 мм
- Потужність: 90,6 к. с. при 5200 об/хв
- Крутний момент: 123 Нм при 5000 об/хв
- Формування суміші: інжектор
- Система запалювання: керується комп'ютером
- Потужність генератора: 250 Вт, 12 В
- Охолодження: водяне
- Вага: 45 кг
- Пусковий пристрій: електричний стартер
- Напрямок обертання: проти годинникової стрілки при вигляді на вихідний вал
- Система змащення: автоматична
- Мастило для двотактних двигунів: автомобільне мастило для двотактних двигунів
- Паливо: бензин А-95 або вище.

## Порівняння з аналогами
| Модель               | Країна    | Кількість місць | Потужність, к.с. | Максимальна злітна маса, кг | Корисне навантаження, кг | Максимальна швидкість, км/год | Дальність польоту, км | Ціна, тисяч дол. США                                          |
| -------------------- | --------- | --------------- | ---------------- | --------------------------- | ------------------------ | ----------------------------- | --------------------- | ------------------------------------------------------------- |
| АК1-3 «Слава»        | Україна   | 1-2             | 1 х 156          | 650                         | н/д                      | 186                           | 350                   | 150                                                           |
| Skyline SL-222       | Україна   | 2               | 2 х 90           | 637                         | н/д                      | 194                           | 550                   | 149                                                           |
| Skyline SL-231       | Україна   | 2-3             | 1 х 210          | 882                         | н/д                      | 209                           | 600                   | 195                                                           |
| Беркут-ВЛ            | Росія     | 2               | 1 х 147/150      | 785/830                     | н/д                      | 174/185                       | 600/820               | 200                                                           |
| Safari 400           | Канада    | 2               | 1 х 180          | 725                         | 181                      | 160                           | 400                   | 70-137(кіт набір, залежно від ступеня зборки)/168,8 (готовий) |
| Alpi Syton AH 130    | Італія    | 2               | 1 х 130          | 580                         | н/д                      | 190                           | н/д                   | 247                                                           |
| DF Helicopters DF334 | Італія    | 2               | 1 х 115          | 500                         | н/д                      | 150                           | 300                   | н/д                                                           |
| Heli-Sport CH-7      | Італія    | 2               | 1 х 115          | 450                         | 170/220                  | 190                           | 480                   | 115 (ціна набору для самостійної збірки)                      |
| Robinson R22         | США       | 2               | 1 х 131          | 635                         | 176                      | 190                           | 385                   | 270                                                           |
| Rotorway A600 Talon  | США       | 2               | 1 х 167          | 680                         | 243                      | 185                           | 320                   | 98 (ціна набору для самостійної збірки)                       |
| Sikorsky S-300       | США       | 2-3             | 1 х 190          | 930                         | н/д                      | 176                           | 325                   | 350                                                           |
| Eagle Helicycle      | США       | 1               | 1 х 150          | 386                         | н/д                      | 177                           | 257                   | 38.5                                                          |
| Guimbal Cabri G2     | Франція   | 2               | 1 х 145          | 700                         | н/д                      | 185                           | 700                   | 375                                                           |
| Cicaré CH-12         | Аргентина | 2               | 1 х 180          | 700                         | н/д                      | 205                           | н/д                   | н/д                                                           |

## Експлуатанти
- Україна